# Психодијагностика
Психодијагностика је у клиничкој психологији, примењена научна дисциплина, али и вештина, чији је предмет разумевање психичке болести и болесног појединца помоћу хетерогене скупине дијагностичких инструмената (скала, упитника, тестова, пројективних техника и клиничког интервјуа) као и за процену и мерење различитих димензија личности.